# Richard Riehle
Richard Riehle est un acteur américain né le 12 mai 1948 à Menomonee Falls (Wisconsin). Il a joué pour le cinéma et pour la télévision.

## Vie et carrière
Riehle est né le 12 mai 1948 à Menomonee Falls, Wisconsin , fils de Mary Margaret (née Walsh), infirmière, et d'Herbert John Riehle (1921-1961), receveur des postes adjoint. Il a fréquenté l' Université de Notre Dame et a ensuite obtenu une maîtrise en beaux-arts à l'Université du Minnesota . Il a commencé à jouer au Meadow Brook Theatre à Rochester, Michigan et faisait du théâtre régional dans le Nord-Ouest Pacifique lorsqu'il a obtenu son tout premier rôle au cinéma dans le film Une bible et un fusil avec John Wayne.

## Filmographie

### Cinéma
- 1977 : Joyride (en) : Barman
- 1987 : Rachel River : Merv
- 1989 : Black Rain de Ridley Scott : Crown
- 1989 : Glory de Edward Zwick : Kendric
- 1992 : Beignets de tomates vertes (Fried Green Tomatoes) de Jon Avnet : Révérend Scroggins
- 1992 : Ombres et Brouillard (Shadows and Fog) de Woody Allen : Roustabout
- 1992 : Le Baiser empoisonné  (Prelude to a Kiss) de Norman René : Jerry Blier
- 1992 : L'Œil public (The Public Eye) de Howard Franklin : Officier O'Brien
- 1992 : Des souris et des hommes (Of Mice and Men) de Gary Sinise : Carlson
- 1993 : Héros malgré lui (Hero) de Stephen Frears : Robinson, le patron de Bernie
- 1993 : Body d'Uli Edel : Inspecteur Griffin
- 1993 : Sauvez Willy (Free Willy) de Simon Wincer : Wade
- 1993 : Le Fugitif (The Fugitive) d'Andrew Davis : le garde
- 1993 : Une femme dangereuse  (A Dangerous Woman) de Stephen Gyllenhaal : John
- 1994 : Iron Will : Burton
- 1994 : Jack l'Éclair (Lightning Jack) de Simon Wincer : Marcus
- 1994 : Sacré mariage ! (Holy Matrimony) de Leonard Nimoy : Greeson
- 1995 : Lone Justice 2 : le maire
- 1995 : Too Fast Too Young : le sergent
- 1995 : Dominion de Michael Kehoe : Larry
- 1995 : Stuart sauve sa famille (Stuart Saves His Family) de Harold Ramis : juge
- 1995 : Jury Duty de John Fortenberry : Principal Beasley
- 1995 : Casino de Martin Scorsese : Charlie Clark
- 1996 : Ultime Décision (Executive Decision) de Stuart Baird : le marshal de l'Armée de l'air George Edwards
- 1996 : Le Fan (The Fan) de Tony Scott :  le commerçant
- 1996 : Killer : Journal d'un assassin (Killer : A Journal of Murder) de Tim Metcalfe : Warden Quince
- 1996 : Driven : Leo
- 1996 : Les Fantômes du passé (Ghosts of Mississippi) de Rob Reiner : Tommy Mayfield
- 1996 : Last Resort de Lyman Dayton : Phil Billingsley
- 1997 : A River Made to Drown In : l'homme costaud
- 1997 : Dilemma : Capitaine Ross
- 1997 : 187 code meurtre (One Eight Seven) de Kevin Reynolds : Walter
- 1997 : Dead End : Policier d'autoroute
- 1997 : Cold Night Into Dawn : Gerald
- 1997 : One of Our Own : Burt Herchak
- 1998 : L'Enjeu (Desperate Measures) de Barbet Schroeder : Ed Fayne
- 1998 : Code Mercury  (Mercury Rising) de Harold Becker : Edgar Halstrom
- 1998 : Drôle de couple 2 (The Odd Couple II) de Howard Deutch : l'inspecteur
- 1998 : Las Vegas Parano (Fear and Loathing in Las Vegas) de Terry Gilliam : le chauffeur du Buggy Dune
- 1998 : L'Arme fatale 4 (Lethal Weapon 4) de Richard Donner : Agent INS
- 1998 : La Conscience tranquille : Inspecteur Smitts
- 1998 : Judas Kiss de Sebastian Gutierrez : le garde de sécurité
- 1998 : Richie Rich : Meilleurs Vœux (Richie Rich's Christmas Wish) de John Murlowski : Sergent Mooney
- 1998 : Mon ami Joe  (Mighty Joe Young) de Ron Underwood : Commandant Goorman
- 1999 : Trafic mortel (The Shepherd: Border Patrol) d'Isaac Florentine : Inspecteur Bert Hershak
- 1999 : Gigolo à tout prix : Deuce Bigalow
- 1999 : Kill the Man : M. Ellias
- 1999 : 35 heures, c'est déjà trop (Office Space) de Mike Judge : Tom Smykowski
- 1999 : Blink of an Eye : Gardien principal de la prison
- 2001 : The Gristle : Starnes
- 2001 : The Socratic Method : Professeur Myers
- 2001 : Fluffer (The Fluffer) de Richard Glatzer et Wash Westmoreland : Sam Martins
- 2001 : Trop c'est trop ! (Say It Isn't So) de James B. Rogers : Shérif Merle Hobbs
- 2001 : Joe La Crasse (Joe Dirt) de Dennie Gordon : le concessionnaire
- 2001 : The Parlor : Beth
- 2001 : Bandits  (Bandits) de Barry Levinson : Lary Fife
- 2002 : Ken Park de Larry Clark et Edward Lachman : Murph
- 2002 : Time Changer : Dr Wiseman
- 2003 : The Hebrew Hammer de Jonathan Kesselman : Santa
- 2003 : Beethoven et le Trésor perdu (Beethoven's 5th) de Mark Griffiths : Vaughn Carter
- 2004 : Death and Texas : Prison Warden
- 2004 : La ferme se rebelle (Home on the Range) de Will Finn et John Sanford : Shérif Sam Brown
- 2004 : Palindromes de Todd Solondz : Dr Dan
- 2004 : Mysterious Skin de Gregg Araki : Charlie
- 2005 : Darcy's Off-White Wedding : Gil
- 2005 : Neo Ned : Officier Pendleton
- 2005 : The Mostly Unfabulous Social Life of Ethan Green : Hat Sister
- 2005 : Serial noceurs (Wedding Crashers) de David Dobkin : Un invité à l'enterrement
- 2006 : The Lost : Bill Richmond
- 2006 : The Memory Thief : The Judaica Clerk
- 2006 : Pince to Pay : Hooper
- 2006 : Intellectual Property de Nicholas Peterson : Inspecteur Rees
- 2006 : The Darkroom : Emilio
- 2006 : Midnight Clear : Tommy
- 2006 : Little Big Top : Bob
- 2006 : Fierce Friend : Le technicien du téléphone
- 2006 : Domestic Import : Sam le facteur
- 2006 : The Frank Anderson : Frank Anderson
- 2007 : Choose Connor : Grant Miller
- 2007 : The Man from Earth (Jerome Bixby's The Man from Earth) de Richard Schenkman : Dr Will Gruber
- 2007 : Smiley Face de Gregg Araki : Mr Spencer
- 2008 : Le Grand Stan (Big Stan) de Rob Schneider : Juge Perry
- 2009 : Halloween 2 de Rob Zombie : Buddy, le gardien de nuit
- 2009 : The Last Lovecraft: Relic of Cthulhu de Henri Saine : Mr. Snodgrass
- 2010 : La Mission de Chien Noël (The Search for Santa Paws) de Robert Vince : Père Noël
- 2012 : Bad Ass de Craig Moss : Père Miller
- 2012 : BearCity 2: The Proposal : Gabe
- 2013 : Texas Chainsaw 3D de John Luessenhop : Farnsworth
- 2020 : 3 from Hell de Rob Zombie : Sheriff Wolf

### Télévision
- 1993: Perry Mason: Baiser mortel.
- 1993 : X-Files (épisode Nous ne sommes pas seuls) : Shaw
- 1995 : Star Trek: Voyager (grand nombre de seconds rôles)
- 1996 : Phase terminale (téléfilm)
- 1996 : La Couleur du baseball (Soul of the Game) : Pete Harmon
- 1997 : Ally McBeal : Jack Billings (saison 1)
- 1998 : Le Caméléon : Graham Hawkes
- 1998 : The Practice (Saison 2 épisode 6)
- 1998 : Columbo (saison 16, épisode 1 : En grandes pompes - Tu retourneras poussière (Ashes to Ashes)) : Sergent Degarmo
- 1999 : Columbo (saison 17, épisode 1 : Meurtre en musique (Murder With Too Many Notes)) : Sergent Degarmo
- 2001 : Crash Point Zero : Alan Douglas
- 2001 : À la Maison-Blanche (Saison 2, épisodes 13 et 14) : Jack Sloan
- 2001 : Le Projet Laramie  (The Laramie Project) : le juge Henderson
- 2001-2004 : Parents à tout prix : Walt Finnerty
- 2004 : Star Trek: Enterprise (Saison 4, épisode 5) : Docteur Lucas
- 2008 : psych (saison 3, épisode 12 au feu les pompiers) : Army Johnson
- 2012 : Au cœur de la famille (Dad's Home) (téléfilm) : Chairman McCarren
- 2014 : Mon Oncle Charlie (Saison 12, épisode 8 Miracle de Noël): Le Pére Noël
- 2016 : NCIS Saison 13, épisode 7